# Петерслар
Петерслар (њем. Peterslahr) општина је у њемачкој савезној држави Рајна-Палатинат. Једно је од 119 општинских средишта округа Алтенкирхен (Вестервалд). Према процјени из 2010. у општини је живјело 290 становника. Посједује регионалну шифру (AGS) 7132089.

## Географски и демографски подаци
Петерслар се налази у савезној држави Рајна-Палатинат у округу Алтенкирхен (Вестервалд). Општина се налази на надморској висини од 170–293 метра. Површина општине износи 2,3 km². У самом мјесту је, према процјени из 2010. године, живјело 290 становника. Просјечна густина становништва износи 126 становника/km².